# Robert Barbo Waxenstein
Grof Robert Barbo Waxenstein, slovenski pisatelj, pesnik in filozof, * 2. oktober 1889, Rakovnik pri Šentrupertu, † 9. junij 1977, Klosterneuburg. 

## Življenje
Rodil se je v graščini pri Šentrupertu na Dolenjskem. Srednjo šolo je končal na realki v Gorici. Služil je pri ljubljanskem topniškem polku in kasneje odpotoval na Dunaj, kjer je hotel študirati filozofijo. Zaradi nestrinjanja očeta s to odločitvijo se je vrnil v Ljubljano in postal topniški častnik. V prvi svetovni vojni se je v letih 1914-1918 boril na italijanski in ruski fronti. Ob prihodu domov je seboj v Maribor pripeljal topniško baterijo ter se pridružil vojski Države SHS. Prostovoljno je postal stotnik v rezervi ter se tako posvetil filozofiji, gospodarstvu in pisanju knjig. Bil je zadnji lastnik graščine Rakovnik v Šentrupertu, ki je bila med zadnjo svetovno vojno požgana in o kateri skoraj ni več sledi.
Bil je zadnji moški potomec svojega rodu. Leta 1926 se je poročil z baronico Carmen Codelli, hčerko znanega ljubljanskega izumitelja, barona Antona Codelli-Fahnenfelda. Je avtor romana Bela krogla, ki je izšel v Ljubljani leta 1935. V njej na svoj način opisuje dogodke svojega življenja in življenja svoje družine, prijateljev in znancev, sicer s spremenjenimi imeni, vendar se nekatera da hitro prepoznati. Sebe je imenoval grof Berg, svojo ženo Karmen Eliza in hčerko Livija Marjetka. Rokopis je napisal v nemščini, vendar je bil na njegovo željo natisnjen tudi v slovenščini.
Roman je dobil ime po beli krogli na ruleti v Monte Carlu, saj je bil strasten hazarder. Leta 1945 se je grof Barbo umaknil v Avstrijo, kjer je delal kot prevajalec iz slovenščine v nemščino v Muzejski knjižnici v Celovcu. Najraje je prevajal Otona Župančiča. Njegova zadnja knjiga Miljni kamni (nem. Meilenstein) je izšla v letu njegove smrti na Dunaju. Knjiga predstavlja obsežno zbirko pesmi, ki posegajo v filozofijo in celo matematiko ter fiziko. Prepoznati pa je seveda tudi domotožje po nekdanji domovini Sloveniji. Grof je nazadnje živel pri hčeri Liviji Barbo-Reden iz Klosterneuburga pri Dunaju, kjer je leta 1977 tudi umrl.